# 拓跋處真
拓跋處真（?—447年），追尊魏烈帝拓跋翳槐后裔，北魏宗室、官员。

## 生平
拓跋處真年轻时以勇敢而有气节而知名，官至殿中尚书，获赐爵扶风公，魏太武帝拓跋焘将国家政务托付给他，非常尊敬礼待拓跋处真。太平真君六年（445年）十一月，薛永宗反叛，十一月庚午（445年12月29日），魏太武帝诏令殿中尚书、扶风公拓跋处真和尚书、平阳公慕容嵩率领两万骑兵讨伐薛永宗。太平真君八年（447年）正月，吐京胡曹僕渾等人反叛，招引朔方胡為援軍。拓跋處真和高涼王拓跋那等人出兵讨伐。拓跋处真个性贪婪，在军中暴躁刚烈。当年六月，拓跋处真等西征曹仆浑的八名将领因为偷盗军事物资，到处抢劫掠夺，获得赃物千万，被定罪斩首。

## 延伸阅读
[在维基数据编辑]
 《魏書·卷14》，出自魏收《魏书》